# Вучак (Крушевац)
Вучак је насељено место града Крушевца у Расинском округу. Према попису из 2022. има 259 становника (према попису из 2011. било је 308 становника).

## Демографија
У насељу Вучак живи 281 пунолетни становник, а просечна старост становништва износи 41,7 година (39,8 код мушкараца и 43,6 код жена). У насељу има 109 домаћинстава, а просечан број чланова по домаћинству је 3,19.
Ово насеље је великим делом насељено Србима (према попису из 2002. године), а у последња три пописа, примећен је пад у броју становника.
|  |

| Демографија | Демографија | Демографија |
| Година      | Становника  | Становника  |
| ----------- | ----------- | ----------- |
| 1948.       | 635         |             |
| 1953.       | 676         |             |
| 1961.       | 631         |             |
| 1971.       | 491         |             |
| 1981.       | 460         |             |
| 1991.       | 382         | 365         |
| 2002.       | 348         | 362         |
| 2011.       | 308         |             |
| 2022.       | 259         |             |

| Етнички састав према попису из 2002.‍ | Етнички састав према попису из 2002.‍ | Етнички састав према попису из 2002.‍ | Етнички састав према попису из 2002.‍ | Етнички састав према попису из 2002.‍ |
| ------------------------------------ | ------------------------------------ | ------------------------------------ | ------------------------------------ | ------------------------------------ |
|                                      |                                      |                                      |                                      |                                      |
| Срби                                 | Срби                                 |                                      | 346                                  | 99,42%                               |
| Хрвати                               | Хрвати                               |                                      | 1                                    | 0,28%                                |
| непознато                            | непознато                            |                                      | 1                                    | 0,28%                                |

| Година пописа     | 1948. | 1953. | 1961. | 1971. | 1981. | 1991. | 2002. |
| ----------------- | ----- | ----- | ----- | ----- | ----- | ----- | ----- |
| Број домаћинстава | 119   | 125   | 132   | 123   | 129   | 108   | 109   |

| Број чланова      | 1  | 2  | 3  | 4  | 5  | 6  | 7 | 8 | 9 | 10 и више | Просек |
| ----------------- | -- | -- | -- | -- | -- | -- | - | - | - | --------- | ------ |
| Број домаћинстава | 24 | 22 | 21 | 13 | 15 | 10 | 2 | 2 | 0 | 0         | 3,19   |

| Пол    | Укупно | Неожењен/Неудата | Ожењен/Удата | Удовац/Удовица | Разведен/Разведена | Непознато |
| ------ | ------ | ---------------- | ------------ | -------------- | ------------------ | --------- |
| Мушки  | 140    | 30               | 98           | 9              | 3                  | 0         |
| Женски | 153    | 19               | 98           | 35             | 1                  | 0         |
| УКУПНО | 293    | 49               | 196          | 44             | 4                  | 0         |

| Пол    | Укупно                    | Пољопривреда, лов и шумарство | Рибарство                            | Вађење руде и камена | Прерађивачка индустрија       |
| ------ | ------------------------- | ----------------------------- | ------------------------------------ | -------------------- | ----------------------------- |
| Мушки  | 68                        | 10                            | 0                                    | 0                    | 31                            |
| Женски | 38                        | 6                             | 0                                    | 0                    | 19                            |
| УКУПНО | 106                       | 16                            | 0                                    | 0                    | 50                            |
| Пол    | Производња и снабдевање   | Грађевинарство                | Трговина                             | Хотели и ресторани   | Саобраћај, складиштење и везе |
| Мушки  | 3                         | 2                             | 9                                    | 2                    | 0                             |
| Женски | 0                         | 1                             | 4                                    | 1                    | 0                             |
| УКУПНО | 3                         | 3                             | 13                                   | 3                    | 0                             |
| Пол    | Финансијско посредовање   | Некретнине                    | Државна управа и одбрана             | Образовање           | Здравствени и социјални рад   |
| Мушки  | 1                         | 0                             | 3                                    | 1                    | 0                             |
| Женски | 0                         | 0                             | 2                                    | 2                    | 3                             |
| УКУПНО | 1                         | 0                             | 5                                    | 3                    | 3                             |
| Пол    | Остале услужне активности | Приватна домаћинства          | Екстериторијалне организације и тела | Непознато            | Непознато                     |
| Мушки  | 2                         | 0                             | 0                                    | 4                    | 4                             |
| Женски | 0                         | 0                             | 0                                    | 0                    | 0                             |
| УКУПНО | 2                         | 0                             | 0                                    | 4                    | 4                             |